# Frans Hendrik Mertens
Frans Hendrik Mertens (Antwerpen, 6 augustus 1796 - Antwerpen, 22 juni 1867) was een Belgisch auteur, leraar en bibliothecaris van de stadsbibliotheek, de huidige Erfgoedbibliotheek Hendrik Conscience, te Antwerpen.

## Leven

### Ontwikkeling
Frans Hendrik Mertens werd geboren in Antwerpen op 6 augustus 1796 als zoon van Jan Baptist Mertens en Maria Catharina Wildiers. Mertens trouwde op 30 maart 1825 met Johanna Maria Colaes, met wie hij een dochter, Hendrika Mertens, kreeg die trouwde met Jan Van Beers. Als jonge man had Mertens interesse in de kunsten en wou hij kunstschilder worden. Daardoor volgde hij een opleiding aan de Academie voor Schone Kunsten te Antwerpen waar hij verschillende jaren les kreeg van Willem Herreyns. Zijn medeleerlingen waren Gustaaf Wappers en Antoine Wiertz. Echter onder invloed van Jan Frans Willems, die verbonden was met de Vlaamse Beweging waar ze samen in actief waren, wisselde Mertens zijn interesse in kunst om in een voor geschiedenis en letterkunde. Hij werd een autodidact in filologie en geschiedenis net als zijn collega Karel Lodewijk Torfs. Deze nieuwe interesses zette hem toen aan om Middelnederlandse teksten te gaan bestuderen, zo kwam zijn eerste publicatie tot stand: Een Cluyte van Playerwater, uitgegeven volgens een handschrift uit de XVe eeuw. Dit toneelstuk was door zijn antiklerikale en erotische inhoud een doorn in het oog van de rederijkerskamer De Olijftak. Daarnaast maakte Mertens ook transcripties van teksten geschreven door Hein van Aken en Jacob van Maerlant. Hij was ook een van de transcribenten voor Willems bij de voorbereiding van de uitgave van Middelnederlandse teksten. Mertens was een tijd voor 1831 secretaris van het Koninglyk Genootschap voor Tael en Dichtkunst Tot Nut der Jeugd, die gesticht werd in 1803 door een aantal onderwijzers. Hij was daarnaast vanaf de oprichting van de Société des scienes, lettres et arts d'Anvers in 1834 bibliothecaris-archivaris. In de jaren 1850 werd Mertens door koning Willem III der Nederlanden benoemd tot ridder in de Orde van de Nederlandse Leeuw. Tevens in 1856 werd hij door de koning van België tot ridder der Leopoldsorde benoemd.

### Bibliothecaris en leraar
In 1834 werd Mertens stadsbibliothecaris van Antwerpen, hier heeft hij grotere veranderingen in teweeg gebracht zoals het invoeren van een nieuwe ordening van boeken en het uitgeven van catalogi. Deze catalogi kwamen uit in 1843 en 1846, met nog twee supplementen in 1852 en 1860. In totaal bevatte deze werken de 11 112 titels die aanwezig waren in de bibliotheek. De ordening deed hij op basis van het werk Manuel du bibliothécaire van Jean Pie Namur. Daarnaast zorgde hij er ook voor dat er geen boeken meer zouden verdwijnen door boeken te markeren als eigendom van de 'Stadsbibliotheek Antwerpen' en enkel raadpleegbaar te maken in de leeszaal.
Hetzelfde jaar dat Mertens in de bibliotheek begon werd Mertens ook tewerkgesteld als leraar in de economische wetenschappen aan het Koninklijk Atheneum Antwerpen waar hij blijft werken tot 1854. Hij speelde daarnaast ook een belangrijke rol als secretaris van de commissie van toezicht op het stedelijk onderwijs in Antwerpen.

### De Vlaamse Beweging
Mertens was zeer actief in de Vlaamse Beweging, hij spoorde jonge schrijvers aan om hun eerste werken uit te brengen. Zo hielp hij Hendrik Conscience met het samenstellen Het Wonderjaer, wat diens eerste Vlaamse roman was. Later heeft deze ook een kortverhaal in zijn tweede werk, Phantazij, gewijd aan Mertens met de beschrijving 'aen den heer Mertens, stads boekbewaerder'. Daarnaast hielp Mertens Theodoor van Ryswyck met het publiceren van diens Eigenaerdige verhalen. Domien Sleeckx en Pieter Frans van Kerckhoven die les kregen van Mertens werden later door hem begeleid in het zoeken naar Nederlandstalige literatuur.
In 1836 werd Mertens lid van de heropgerichte rederijkerskamer De Olijftak, waar hij promoveerde van 'boekbewaerder' tot voorzitter. De kamer was een moderne vereniging die het gebruik van het Nederlands promootte als reactie tegen de Société des sciences, lettres et arts d'Anvers, waar veel dezelfde leden inzaten. Twee maanden na het heroprichten van de Olijftak werd de Franstalige vereniging ook opgedoekt. Een van de voornaamste projecten van deze rederijkerskamer was het publiceren van Geschiedenis van Antwerpen met de geschiedkundige Karel Lodewijk Torfs. Dit was een werk bestaande uit 8 volumes en was een van de eerste Nederlandstalige grootschalige publicaties in België.
Tegen 1855 werd hij verslaggever voor de prijsvraag over de ware betekenis en strekking van de Vlaamse Beweging die door het Willemsfonds werd uitgeschreven. Bij het vijfde Nederlandsch Taal-en Letterkundig Congres te Antwerpen in 1856 stond hij aan het hoofd van de inrichtingscommissie. In datzelfde jaar werd hij lid en secretaris van de door de Regering-De Decker ingestelde Vlaemsche Grievencommissie. Verder sloot hij zich nog aan bij de Nederduitsche Bond en de Liberale Vlaamsche Bond.

## Werken
Een aantal van zijn werken zijn:
- Een Cluyte van Playerwater, uitgegeven volgens een handschrift uit de XVe eeuw
- Geschiedenis van Antwerpen, een werk in acht delen in samenwerking met Karel Lodewijk Torfs
- Album historique de la ville d'Anvers: collection de vues et de monuments des temps passés
- Annales Antverpienses ab urbe condita ad annum M.DCC. collecti ex ipsius civitatis monumentis, in samenwerking met Daniele Papebrochio en Ern Buschmann.
- Apologie, in samenwerking met Filips van Marnix van Sint-Aldegonde
- Beknopt overzigt van den koophandel en nyverheid der stad Antwerpen, sedert 1830, in samenwerking met Karel Lodewijk Torfs
- Bibliotheca Antverpiensis. Catalogue méthodique de la Bibliothèque publique d'Anvers. Troisième supplément, in samenwerking met Pieter Génard
- Catalogue méthodique de la bibliothèque publique d'Anvers, suivi d': Une table alphabétique des noms d'auteurs, et précédé d'une notice historique de cette bibliothèque
- Geschiedenis van Antwerpen sedert de stichting der stad tot onze tyden, in samenwerking met Karel Lodewijk Torfs
- De kroft van Ste-Walburgis te Antwerpen
- Nieuw onderzoek op het sterfjaar van Jan Van Boendale
- Notice des peintures murales exécutées à la Chambre de commerce d'Anvers par G. Guffens et J. Swerts
- Notice historique sur la Bibliothèque publique de la ville d'Anvers: suivi de A. Miraeus Bibliotheca Antverpianae primordia
- Oudste rekening der stad Antwerpen (1324)
- Rekening der stad Lier, over de zes eerste maenden des jaers 1377
- Table alphabétique des auteurs, traducteurs, commentateurs, éditeurs, pseudonymes et autres qui se trouvent cités sur les titres des ouvrages

Publicaties in het Belgisch museum voor de Nederduitsche tael-en letterkunde en de geschiedenis des vaderlands:
- Herinneringskunst (Mnémotechnie)
- Fragmenten van een oud gedicht. (Strookjes perkament uit de XIVe eeuw)
- Eenige byzonderheden uit de gebruiken der middeleeuwen

Publicatie in Vaderlandsch museum voor Nederduitsche letterkunde, oudheid en geschiedenis:
- Kleine bydragen tot de middeleeuwsche staetshuishoud-en muntkunde

Publicaties in Dietsche Warande:
- Mengelingen. Berichten, wenken, vragen, briefwisseling.

Publicaties in De Vlaamsche School:
- Het Steen te Antwerpen
- De kroft van Ste-Walburgis te Antwerpen